# Weymouth (Dorset)
Weymouth é uma cidade do condado de Dorset, na Inglaterra, na foz do rio Wey, no Canal da Mancha.
Localizada a cerca de 195 quilômetros a sudoeste de Londres, no litoral sul do país e a sua população é de 51.130 habitantes.